# Gunnar Fischer
Gunnar Fischer (født 18. november 1910 i Ljungby, død 11. juni 2011) var en svensk filmfotograf og filminstruktør. Fischer var ansat ved Svensk filmindustri som fotograf 1935-1970. Efterfølgende arbejdede han for Sveriges Television. Han havde også udgivet tre børnebøger.